# 赛马镇 (武胜县)
赛马镇为中国四川省武胜县下辖镇，位于武胜县西部，与本县胜利、高石、烈面，以及遂宁市蓬溪县的群利等乡镇为邻。面积44平方公里，居民7886户，37534人（2004年）。镇人民政府驻走马场，距县城28公里。

## 历史沿革
明朝建场，名走马场；民国废场设走马乡；1981年8月更名为赛马镇；后建设乡并入。
2019年12月，撤销高石乡，将所属行政区域划归赛马镇管辖。

## 行政区划
辖轿顶山、花屋基、七拱桥、李子坑、雀林、西沟、山屋、玉观、茶盘、白兔坪、二塍岩、尼古庵、油房湾、白石岩、双井、永钟、堰塘湾、简车河、石林、天星桥、茅坝、文雅桥、应家沟、水口湾等24个村：
赛烈路社区、花屋基村、七拱桥村、李子坑村、雀林村、轿顶山村、西沟村、山星村、玉观村、茶盘村、白兔坪村、二塍岩村、尼姑庵村、油房湾村、白石岩村、双井村、永钟村、堰塘湾村、筒车河村、石林村、天星桥村、茅坝村、文雅桥村、应家沟村和水口湾村。

## 经济
赛马是一个传统的农业镇，农民收入主要以种养殖业为主。镇内有一河四库，35节石河堰，167口山坪塘，耕地2.27万亩。全镇山多地少，属于典型的浅丘地貌特征。

## 教育
赛马初中、建设初中、赛马小学、茶盘小学、建设小学、堰塘湾小学和村小21所。